# بوتكالينيي
بوتكالينيي (الصربية بالسيريلية Поткалиње) هي قرية في البوسنة والهرسك. وهي تقع في بلدية بوزانسكا كروبا التابعة لكانتون يونا-سانا في اتحاد البوسنة والهرسك. طبقا لنتائج تعداد البوسنة عام 2013 فقد كان عدد سكانها 51 نسمة.
قبل حرب البوسنة والهرسك، كانت القرية بالكامل جزءا من بلدية بوزانسكا كروبا; وفي أعقاب اتفاقية دايتون (1995)، فقد أصبحت مرتبطة جزئيا بالبلدية التي تم إنشاؤها حديثا كروبا نا يوني والتي هي جزء من جمهورية صرب البوسنة.

## التركيبة السكانية

### التطور التاريخي للسكان
| 1948 | 1953 | 1961 | 1971 | 1981 | 1991 | 2013 |
| ---- | ---- | ---- | ---- | ---- | ---- | ---- |
| 557  | 590  | 606  | 523  | 446  | 284  | 51   |

## وصلات خارجية
- (بالإنجليزية) Maplandia